# Kim Kwang-sun
Kim Kwang-sun (in hangŭl: 김광선; Jeollabuk-do, 8 giugno 1964) è un ex pugile sudcoreano.

## Palmarès

### Olimpiadi
- 1 medaglia:
  - 1 oro (Seul 1988 nei pesi mosca)

### Giochi asiatici
- 1 medaglia:
  - 1 oro (Seul 1986 nei pesi mosca)